# Franz Fehrenbach

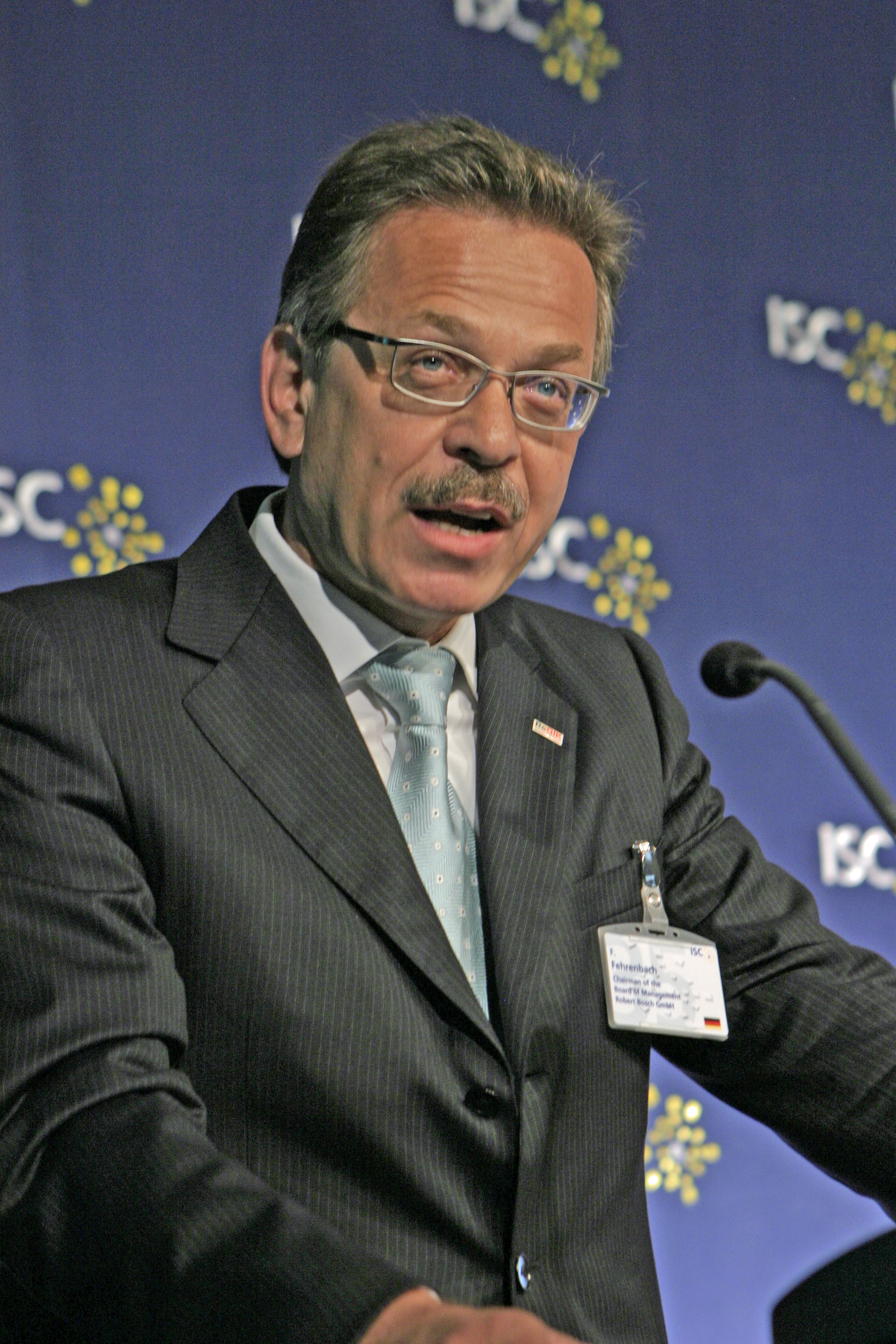
Franz Fehrenbach (2005)

Franz Fehrenbach (* 1. Juli 1949 in Kenzingen) ist ein deutscher Manager. Er war Vorsitzender der Geschäftsführung der Robert Bosch GmbH, bis er im Juli 2012 den Vorsitz des Aufsichtsrats des Unternehmens übernahm, den er bis Ende 2021 innehatte.

## Leben und Beruf

### Jugend, Ausbildung und Studium
Franz Fehrenbach besuchte das Gymnasium Kenzingen. Er spielte Handball in der Schulmannschaft des Gymnasiums Kenzingen und im TB Kenzingen und war einer der Führungsspieler.
1968 legte Fehrenbach das Abitur ab. Anschließend studierte er Wirtschaftsingenieurwesen an der Universität Karlsruhe (heute  Karlsruher Institut für Technologie (KIT)). 1975 bestand er das Examen als Diplom-Wirtschaftsingenieur.

### Beruf
1975 trat Fehrenbach als Trainee in die Robert Bosch GmbH ein. 1976 war er Fachreferent im Büro der Geschäftsleitung, Geschäftsbereich Elektrische und elektronische Motorenausrüstung. 1978 stieg er zum Abteilungsleiter Auftrags- und Lieferplanung, Lichtwerk in Stuttgart-Feuerbach auf. Danach wurde er 1980 Kaufmännischer Leiter im Werk Hildesheim/Zweigbetrieb Göttingen und 1982 Hauptreferent der Zentralabteilung Wirtschaftsplanung und Controlling.
1985 ging er als kaufmännischer Werksleiter der Robert Bosch Corporation, Automotive Group in die USA und wurde dort 1988 Mitglied der Geschäftsleitung. 1989 kehrte er nach Deutschland zurück und wurde Geschäftsleiter Kaufmännische Aufgaben, Geschäftsbereich Starter und Generatoren. 1994 war er Sprecher der Geschäftsleitung, Geschäftsbereich Starter und Generatoren und 1996 Geschäftsleiter Kaufmännische Aufgaben, Geschäftsbereich Einspritzsysteme Diesel, 1997 Sprecher der Geschäftsleitung, Geschäftsbereich Einspritzsysteme Diesel.
Ab 2001 war Fehrenbach einer der Geschäftsführer der Robert Bosch GmbH und übernahm zum 1. Juli 2003 den Vorsitz der Bosch-Geschäftsführung von Hermann Scholl, der an die Spitze des GmbH-Aufsichtsrats wechselte. Zu seinem direkten Verantwortungsbereich gehören seitdem die zentralen Funktionen Unternehmensplanung und Unternehmenskommunikation, Leitende Mitarbeiter sowie Anlagen und Bauten.
Zum 1. Juli 2012 wurde Fehrenbach von Volkmar Denner als Vorsitzender der Geschäftsführung abgelöst und übernahm den Aufsichtsratsvorsitz des Unternehmens, welches er bis Ende 2021 innehatte.
Franz Fehrenbach war bis Ende 2021 geschäftsführender Gesellschafter der Robert Bosch Industrietreuhand KG (RBIK). Diese übt mit insgesamt zehn Gesellschaftern bei der Robert Bosch GmbH die unternehmerische Gesellschafterfunktion aus. Die beiden Komplementäre sind Stefan Asenkerschbaumer und Eberhard Veit.
Die Bosch Industrietreuhand KG hält 93 Prozent der Stimmrechte und bestimmt damit wesentlich die strategische Ausrichtung des Konzerns.

### Vorstand und Aufsichtsrat
Fehrenbach ist Mitglied des Vorstands des VDA (Verband der Automobilindustrie), im US Board des BDI-Präsidiums (Bundesverband der Deutschen Industrie), des Asien-Pazifik-Ausschusses der deutschen Wirtschaft, im BBUG-Vorstand (Baden-Badener Unternehmergespräche); außerdem Mitglied des Aufsichtsrates der BASF, sowie Mitglied des Senats der Max-Planck-Gesellschaft.
Franz Fehrenbach ist seit 2011 Mitglied des Kuratoriums der ESMT Stiftung.

### Soziales Engagement
Im Jahr 2005 gehörte Fehrenbach als Vorsitzender der Bosch-Geschäftsführung zu den Gründern des Vereins Wissensfabrik – Unternehmen für Deutschland. Zwecke des Vereins sind das Begeistern von Kindern und Jugendlichen für MINT-Fächer sowie das Begleiten von Gründern auf ihrem Weg zu erfolgreichen Unternehmern.

### Privates
Franz Fehrenbach ist verheiratet und hat drei erwachsene Söhne.

### Ehrungen
Franz Fehrenbach wurde vom World Wildlife Fund und der Zeitschrift Capital zum „Ökomanager des Jahres 2006“ im Bereich Konzerne gewählt. 2009 wurde er mit dem Preis für Verständigung und Toleranz des Jüdischen Museums Berlin ausgezeichnet.

## Mitgliedschaften
Franz Fehrenbach ist Mitglied der Trilateralen Kommission in Europa.